# Cicciolin
Cicciolin (o Cicciulin) è una maschera savonese.

## Origini
La maschera di Cicciulin è nata nel gennaio del 1953 dal pittore Romeo Bevilacqua. Nel dicembre del 1955 venne registrata nell’elenco delle maschere italiane.

## La maschera
Il personaggio rappresenta un marinaio un po' rozzo ma d'animo nobile e generoso. Le sue avventure lo hanno portato a navigare per tutti i sette mari, in ognuno dei quali ha avuto un figlio.
Il costume è composto principalmente da maglia a strisce bianche e azzurre, pantalone blu di velluto, mantello, tre collane di perle dette "cicciolle" e l'immancabile cappello rosso chiamato bajadonne. Ogni collana è composta da perle di un solo colore che rappresentano il territorio di Savona, il blu per il mare, il marrone per le montagne e il verde per le colline.
Nelle manifestazioni è sempre accompagnato da una donna, dalle damigelle, dalle popolane, dal giullare e dai suoi sette figli.
La maschera è detenuta dalla associazione A Campanassa a cui è stata donata direttamente dal suo creatore Romeo Bevilacqua.